# الأجدال (جبلة)
الاجدال (جبلة)

تعديل مصدري - تعديل

الاجدال محلة تابعة لقرية اُدام، التابعة لعزلة الشراعي بمديرية جبلة إحدى مديريات محافظة إب في الجمهورية اليمنية، بلغ تعداد سكانها 76 حسب تعداد اليمن لعام 2004.